# No More Lies: Dance of Death Souvenir EP
No More Lies: Dance of Death Souvenir EP è il quarto EP del gruppo musicale britannico Iron Maiden, pubblicato il 29 marzo 2004 dalla EMI.

## Il disco
Contiene il brano No More Lies, il cui testo parla di un uomo morente che riflette sulla propria vita, pensando al fatto che vorrebbe fare moltissime altre cose, ma che il tempo comunque non gli sarebbe bastato e pertanto si reincarnerà in un'entità differente in modo da portare tali cose a termine.
Tra gli altri brani è presente anche la versione elettrica di Journeyman e la traccia fantasma Age of Innocence...How Old? cantata dal batterista Nicko McBrain.

## Tracce
1. No More Lies (Original Album Version) – 7:21 (Steve Harris)
2. Paschendale (Orchestral Version) – 8:27 (Adrian Smith, Steve Harris)
3. Journeyman (Electric Version) – 19:52 (Adrian Smith, Steve Harris, Bruce Dickinson) – Dopo oltre sei minuti di silenzio (7:06–13:10) è possibile ascoltare la traccia fantasma Age of Innocence...How Old?
4. No More Lies (Video Enhanced) – 7:24 (Steve Harris)

## Formazione
- Bruce Dickinson – voce
- Dave Murray – chitarra
- Adrian Smith – chitarra, cori
- Janick Gers – chitarra
- Steve Harris – basso, cori
- Nicko McBrain – batteria; voce in Age of Innocence...How Old?